# Marmosops creightoni
Marmosops creightoni (Мармозопс Крайтена) — вид ссавців з родини Опосумові (Didelphidae).

## Поширення
Цей вид відомий тільки з трьох сусідніх пунктів в долині Ріо-Зонго, Департамент Ла-Пас, Болівія. Цей вид, можна припустити зустрічається більш широко, швидше за все, на східних Андах, у вологих гірських лісах від центральної Болівії до південного Перу. Існує другий запис поруч Коройко,у порушеному лісі. Відомий тільки з гірського вологого лісу, від 1800 до 3000 м.

## Загрози та охорона
Немає відомих головних загроз. У відомій області цього виду є підсобне господарство, особливо з 1600 до 1800 м. Вид був записаний у національному парку Котапата.